# الحكم بن عمير التغلبي
الحكم بن عمير التغلبي صحابي جليل من المهاجرين، شهد بدر واحد وبيعة الرضوان وحجة الوداع وكان له حضور طاغ في المعارك في خلافة ابي بكر الصديق، كما اشتهر بالقوة البدنية الهائلة والفروسية، وهو أحد كبار القادة العسكريون في عصر عمر بن الخطاب وقاد فتح مكران من بلاد فارس.

## نسبه
- أبوه : عمير بن أواس بن وهب بن الحارث بن زهير بن جشم بن بكر بن حبيب بن عمرو بن غنم بن تغلب بن وائل بن قاسط بن هنب بن افصى بن دعمي بن جديلة بن أسد بن ربيعة.[3][بحاجة لرقم الصفحة]
- أمه : هالة بنت حرب بن أمية بن عبد شمس بن مناف بن قصي بن كلاب بن مرة بن كعب بن لؤي بن غالب بن فهر بن مالك بن قريش بن كنانة بن خزيمة بن مدركة بن الياس بن مضر[بحاجة لرقم الصفحة].

## سيرته
ولد الحكم في الطائف بعد عام الفيل بنحو 20 سنة، فنشأ في بيت علم وأدب، فتعلم القراءة والكتابة كغيرة من أبناء الاكابر. كما تعلم الانساب على يد جده الأمير حرب بن امية. دخل الحكم في الإسلام قبل الهجرة، وهاجر إلى المدينة المنورة مع زوجته عاتكة، وشهد جميع المشاهد مع رسول الله. وشارك في حروب خلافة ابي بكر الصديق.

### دوره في فتحمكران
بعد انتصار المسلمين في معركة نهاوند امر عمر بن الخطاب الانسياج في فتح بلاد فارس وقسم ذلك إلى سبعة الالوية من ضمنها لواء الحكم بن عمير التغلبي لفتح مكران وقد قابل ملك السند يوم ذاك الشهير بـ راسل ونجح المسلمون في هذه الحملة من تحقيق انتصارًا على قوات الهند الشمالية وتعتبر هذه المعركة من المعارك العظيمة في التاريخ الإسلامى إذ حققت أول سيطرة فعلية للمسلمين على أرض مكران واعتبرها المؤرخون فتحًا كبيرًا في ثغور الهند الشمالية.
ومن جملة القادة المسلمين الذين اشتركوا في فتح مكران-سهل بن عدي وعبد الله بن أبي عقيل وربعي بن عامر وابن أم غزال وعاصم بن عمرو التميمي وعبد الله بن عمير الأشجي والحكم بن عمير وشهاب بن المخارق وقد فتحت القفص عام 23 هجرية على يد سهل بن عدي وتبعه عبد الله بن عتبان وكان يقدم جيش سهل بن عدي النسيم بن ديسم العجلي بمساعدة حشد من أهالي كرمان بعد قتل مرزبهانها أي (واليها الفارسي). 
واقتتلوا مع ملك السند فهزم الله جموع السند، وغنم المسلمون منهم غنيمة كثيرة، وكتب الحكم بن عمرو بالفتح، وبعث بالأخماس مع صحار العبدي.
فلما قدم على عمر سأله عن أرض مكران فقال: يا أمير المؤمنين أرض سهلها جبل، وماؤها وشل، وثمرها دَقَلْ، وعدوها بطل، وخيرها قليل، وشرها طويل، والكثير بها قليل، والقليل بها ضائع، وماوراءها شر منها.
فقال عمر: أسَجَّاعٌ أنت أم مخبر؟.
فقال: لا بل مخبر، فكتب عمر إلى الحكم بن عمير أن لا يغزو بعد ذلك مكران، وليقتصروا على مادون النهر.

## وفاته
توفي الحكم بن عمير في المدينة المنورة سنة 26 للهجرة، وصلى عليه الاف من الصحابة يتقدمهم الخليفة عثمان بن عفان. 